# 羅斯代爾 (伊利諾伊州)
羅斯代爾（英語：Rosedale）是位於美國伊利諾伊州澤西縣的一個非建制地區。該地的面積和人口皆未知。

## 地理
羅斯代爾的座標為39°02′39″N 90°32′53″W / 39.04417°N 90.54806°W，而該地的平均海拔高度為139米（即456英尺）。